# Secrets of the Third Planet
Secrets of the third planet (S3P) — музыкальная группа, образованная в 2004 году в Москве.

## История группы
В первый состав S3P входили музыканты группы Плацента: Евгений Франкевич (гитара, вокал) и Сергей Московкин (бас), Дмитрий Камынин (барабаны). Изначально группа играла гаражный инди-рок с примесью пост-гранжа, в таком составе группа записывает первый демо-альбом «Поплывёшь?». Запись происходит на студии Максима Белихина (гитариста группы Crisis Dance). Материал, созданный на студии, был полностью записан на русском языке и за один день. Но дальше друзей кассеты с демо-альбомом нигде не засвечиваются и отправляются на полку до лучших времён.
В конце 2006 года в группе происходят изменения и в составе, и в звуке группы. Большую часть материала Евгений Франкевич записывает один, в треках появляется больше электроники, звук становится ближе к таким стилям, как шугейзинг и пост-рок.
В 2007 году Secrets of the third planet записывает первый полноценный EP на студии «Правда». В записи принимает участие барабанщик Александр Чиркин, известный по работе с In a Nutshell, Белые Флаги Зажигайте Медленно и Mujuice. Первый EP группы был хорошо принят многими любителями пост-рока и шугейзинга. Также запись попадает в руки гитариста Silence Kit Бориса Белова, и Евгению поступает предложение присоединиться к Silence Kit в качестве третьего гитариста.
В конце 2009 года Евгений начинает работу над новыми треками S3P и в апреле 2010 года на лейбле Союз выходит двойной альбом группы под названием Day&Night. В записи принимают участие друзья-музыканты Евгения: Антон Сидоров (Плацента, The Burns), Арусяк Мирзоян (Плацента, Jermook), Фёдор Дмитриев (Silence Kit, Cetus Project), Татьяна Месхи (Point).
Альбом Day&Night разделен на две части: первая часть, Day, записана преимущественно днём и включает более динамичные треки с элементами электро-рока и шугейзинга, а вторая, Night, записана ночью, и содержит больше эмбиента и пост-рока.
C выходом Day&Night у группы формируется новый состав в лице Антона Сидорова (барабаны) и Дениса Дубовика (бас). Группа выступает на таких фестивалях, как SKIF2010 и Avant Fest 2010.
В ноябре 2011 года группа выпускает новый мини-альбом Lost in Reverie в котором к группе присоединилась Даша Ксенофонтова (вокалистка Питерской группы WEO).
В 2013 году выходит сингл Hidden Space, в котором у S3P меняется состав. К группе присоединяется барабанщик Сергей Болотин (Silence kit, Босх с тобой, Jars) и басист  Василий Кузнецов.

## Состав
- Евгений Франкевич (гитара, вокал, keys LapTop)
- Даша Ксенофотова (вокал)

## Также принимали участие
- Антон Сидоров (ударные)
- Сергей Болотин (ударные)
- Василий Кузнецов (бас-гитара)
- Денис Дубовик (бас-гитара)
- Серегей Московкин (бас-гитара)
- Саша Чиркин (ударные)
- Дмитрий Дышко (бас-гитара)
- Антон Дашкин (ударные)
- Алексей Гельфер (гитара)
- Дмитрий Задоров (бас-гитара)
- Дмитрий Камынин (ударные)
- Илья Сизов (бас-гитара)

## Дискография

### Студийный альбом
- Day/Night (2CD) (2010)[5][6]

### EP
- Secrets of the third Planet EP (2007)
- Lost in Reverie EP (2011)

### Синглы
- Thank you (2008)
- 04/04 (Vera) (2009)
- Out of my mind (2010)
- Hidden Space (2013)
- Растаял (2014)

### Прочее
- Swim?? (Demo) (2004)